# Jardim Avelar Brotero
O Jardim Avelar Brotero é um jardim público em Lisboa, situado na freguesia de Alcântara, delimitado pelas ruas Filinto Elísio, Pedro Calmon, Jau e Gil Vicente, entre a Calçada de Santo Amaro e a Calçada da Tapada. A sua área total é de 5 973 m² e a verde de 2 433 m². 
Entre os animais que a habitam encontra-se o pardal, pombo doméstico, pintassilgo e melro. 
Foi-lhe dado o nome de Avelar Brotero, em homenagem ao notável botânico do século XVIII.